# Niżni Wielicki Ogród
Niżni Wielicki Ogród (słow.  Nižná Kvetnica) – położona na wysokości ok. 1550–1570 m n.p.m. dość duża polana w Dolinie Wielickiej w słowackich Tatrach Wysokich. Znajduje się w środkowym piętrze tej doliny, po wschodniej stronie Wielickiego Potoku, wśród zarośli kosodrzewiny. Dawniej była wypasana, stały na niej szałasy, po zaprzestaniu wypasu zaczyna zarastać kosodrzewiną. Obecnie znajduje się tutaj rozdroże szlaków turystycznych.
W Dolinie Wielickiej istnieją jeszcze dwa inne ogrody: Wielicki Ogród (Pośredni Wielicki Ogród) i Wyżni Wielicki Ogród.

## Szlaki turystyczne
– zielony szlak z Tatrzańskiej Polanki wzdłuż Wielickiej Wody, obok Śląskiego Domu, przez Mokrą Wantę i Wielicki Ogród na przełęcz Polski Grzebień. Czas przejścia:  3:45 h, ↓ 2:45 h.
  – żółty ze Starego Smokowca. Czas przejścia 45 min, ↓ 30 min.